# Kalendarium historii Michałowa
Michałów dziś „Michałów Górny” i „Dolny”, 4 km na południowy wschód od Starachowic, po obu stronach rzeki Kamiennej: około 20 km na północ od klasztoru świętokrzyskiego obecnie dzielnica Starachowic

## Nazwy wsi w dokumentach źródłowych
1546, 1553 „Michalow”, 1565„ Michałow”, 1569 „Mychalow”, 1662 „Michałów”, 1780 „Kuźnica Michałow ”i wieś „Michałow”.

## Podległość administracyjna świecka i kościelna

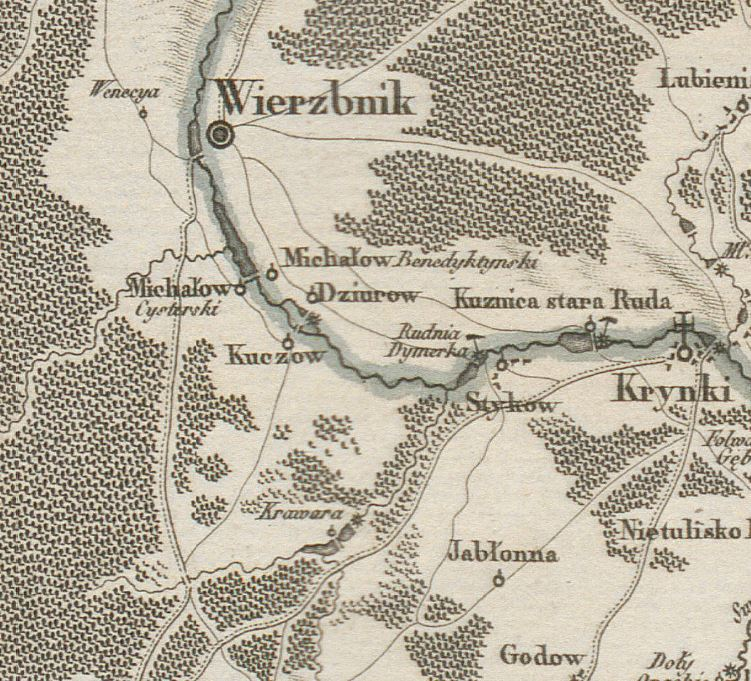
Otoczenie Michałowa w wieku XVIII

Od 1553 i potem 1569 powiat radomski 1571, 1629, 1673 powiat sandomierski, 1787 wieś Michałów powiat radomski, Kuźnica Michałów powiat sandomierski, 1827 powiat solecki.
1569 parafia Waśniów, 1629 Michałów Mały w parafii Wąchock (RS 1629 68), 1662 parafia 1787 1/2 wsi w parafii Wąchock (Michałów cysterski), 1/2 wsi w parafii Pawłów Michałów (Michałów Benedyktyński), 1827 parafia Wąchock i Wierzbnik.

## Topografia i granice
1532 Rzepin; 1546-7 Wanacja; 1546, 1565 graniczy z Dziurowem, Wanacją i Rzepinem; 1662, 1729 Wierzbnik; 1688, 1820 graniczy z Wierzbnikiem; 1777, 1780 Rzepin; 1780 graniczy od wschodu z Dziurowem, od południa z Rzepinem, od zachodu z Wanacją, od północy z Wierzbnikiem; 1803 Wanacja.

## Kalendarium wydarzeń XVI do XIX
Własność klasztoru świętokrzyskiego
- 1546 opat i konwent świętokrzyski za wierną służbę osławionego Mikołaja Maniek (Manijek) sprzedają mu za 30 grzywien sołectwo w Michałowie wraz z młynem, prócz uposażenia młynarza, tz łąki, ogrodu i domu. Za tąż sumę uzyskuje Mikołaj: w Rzepinie 1 łan liczący 10 staj z przyległymi lasami nad rz. Świśliną, w Wanacji łąkę k. stawu rybnego nad rz. Kamienną (Kamyona), pr. wolnego wyrębu w obrębie tych posiadłości, a także, w zamian za 1 lisa rocznie, w dożywocie swoje i żony wszystkie pustki w Dziurowie oraz pr. użytkowania stawu pod upustem w Michałowie Przy pomocy mieszkańców Dziurowa lub Wanacji odrabia 2 dni szarwarku przy stawie w Michałowie, razem z rządcą klaszt. z Rzepina opiekuje się 2 stawami klaszt. na rz. Kamiennej (Camyona), a w przypadku groźnego przyboru wód strzeże ich wraz z całą służbą przez całą dobę. Jego młynarz w Michałowie miele bez wymiaru zboże w dworze w Słupi Nowej oraz w Rzepinie Dąbrowie (Rzepin dambrowa), robi też bez wymiaru zastrzeżonego dla klasztoru słód dla poddanych z m. Słupi [Nowej], pobierając od nich tylko 2 solidy, nie wolno mu natomiast robić słodu dla innych poddanych klasztoru. Młynarz prowadzi też tartak, oddając opactwu 1/3 tarcicy i mlewa[10];
- 1565 (19 lat później) opat i konwent świętokrzyski za zasługi braci czcigodnego Jana i osławionego Stefana Maniek, oraz Anny, żony Stefana, sprzedają im za 100 grzywien sołectwo w Michałowie z jego pożytkami i młynem w Michałów, 2 rolami i łąką w Rzepinie oraz 3 niwami i łąką w Dziurawie, z prawem karczunku, obowiązkiem 1 dnia szarwarku razem z mieszkańcami Dziurawa lub Wanacji przy stawie w Michałów, przy czym, gdyby potrzeba było więcej, wówczas mają pracować wozami poddanych klaszt., z obowiązkiem stróży razem z rządcą z Rzepina nad stawami michałowskimi, a w razie zagrożenia powodzią wraz z całą służbą i przez całą dobę. Młynarz miele bez wymiaru zboże należące do stołu opata oraz dworów opackich w Nowej Słupi, Skałach, Wierzbątowicach, Boleszynie, Rzepinie, i Dąbrowie, od przerobu słodu dla mieszkańców Słupi [Nowej] i Dziurawa wymiar bierze opat, a sołtys po 2 solidy, trze tarcicę, zachowując dla siebie 1/3, resztę oddając opactwu, jest osadzany przez sołtysa. Poza tym sołtysi Michałowa uzyskują pr. do łowów z psami i sieciami w lasach opactwa. Sołectwem mogą dysponować tylko za wiedzą i zgodą kl., a w przypadku nieposłuszeństwa lub naruszenia warunków umowy klasztor może ich usunąć bez zwrotu nakładów, ale za zwrotem 100 grzywien kaucji[11];
- 1569 a potem 1571 opat świętokrzyski daje pobór od 2 zagrodników z rolą i z młyna o 1 kole[4];
- 1617 wydany jest przywilej opata świętokrzyskiego na wójtostwo Michałów[12];
- 1629 z kuźnicy żelaza zwanej Aleksandra pobór od 2 kół i 10 czeladników oraz z 1 łana;
- 1662 pobiera się pogłówne od 44 mkw[13];
- 1673 Z Wanacji i Michałowa ich zarządca, szlachcic Gaspar Chrzonowski z żoną i niezamężną córką, dają pobór od 62 czeladzi i mkw wsi[14];
- 1688 powstaje sołectwo, poddani i wytwórnia mieczy (Enzicudina) w Michałowie[15];
- 1729 powstaje osada Kuźnica Michałów[16];
- 1754 spustoszona kuźnica w Michałów ma 2 piece dymarskie i 1 piec kowalski[17];
- 1780 należy do klucza rzepińskiego dóbr stołu opata komendatoryjnego. 2 dymy dworskie. Kuźnica złożona z budynku mieszkalnego z 2 izbami, piwnica, 2 chlewy, obórka z 2 chlewami, stodoła, duży staw na rz. Kamiennej z 2 upustami basztą i stąporem. Dymarka o jednym dęciu i jednym kowaniu, przy niej młyn wodny o trzech kamieniach, ze stępami i olejarnią, karczma ze stajnią. Rozrzucone wśród lasów kawałki pól, w sumie 985 zagonów, 1 ogród warzywny, 3 łąki. We wsi 15 dymów. 1 zagrodnik (Jakob Zygadło) pracujący 3 dni tyg. pieszo i odrabiający 9 łokci oprawy, 1 kowal młotowy (Maciej Kisiołek) zwolniony od danin, 3 kowali ręcznych (Antoni Jędrzejczyk, Maciej Sokoł, Wawrzeniec Rożek) płacących po 20 zł czynszu, 2 dymarzy (Wawrzeniec Stan, Walenty Glina) i 2 komor. (Adrian Nowak, Jacenty Glina) pracujących po 1 dniu tyg. pieszo, 2 wdowy (Burkowa i Wydrzykowa) zwolnione od pańszczyzny. Kowale mają pracować przy żużlach i sianie

„Ordynacya płacy kuznicznym kowalom młotowym od kowania żelaza z szyny złotowey, grosz jeden, od drobnego czyli sztabowego, od jednego woza groszy 15. Kiedy zaś przyrobek komu kować będą, tedy ten czyi przyrobek płacic im powinien, a dworowi pul oddać cały y kapłona jednego. Kositarzom od szyn numero 60 złotowych należy groszy 12, od 4 wozów małych groszy 12, od radlicy, kroju po szelągu 1. – Dymarzom od udęcia łupy jedney groszy 15. Młockowi od płukania rudy na jedne łupę groszy 10, od palenia zaś groszy 8. – Górnikom od kopania dołów na łatry zapłata należy, od wystawy zaś rudy woza 1 złoty płacą”.

Subsidium charitativum wynosi 114 zł;
- 1787 1/2 wsi w parafii Wąchock liczy 59 mieszkańców, 1/2 wsi w parafii Pawłów liczy 31 mieszkańców, Kuźnica Michałów. liczy 49 mieszkańców, w tym 7 Żydów
- 1800 według inwentarza z tego roku jest tu kuźnica zniszczona, w niej kowale młotowi i dymarze którzy

„gdyby w dymarce robili płacić należało: kositarzom od szyn 60 złotowych po 12 gr, od radlicy, kroju po szelągu; dymarzom od udęcia łupy gr 15, młockowi od płukania, czyli tłuczenia rudy za jedną łupę gr 10, od palenia zaś gr 8; górnikowi od kopania dołów na łatry 1 zł”

- 1802 na propozycję rządu austriackiego odstąpienia kopalni rudy w dobrach opackich Michałow i Wierzbnik, benedykci świętokrzyscy odpowiadają, że sami będą starali się z niej korzystać, bowiem mieli tu już dawniej wielki piec;
- 1807 rząd austriacki upomina klasztor, który nie korzysta z rud żelaza pod Michałowem;
- 1811 produkuje się tu ponad 10000 pałaszy rocznie;
- 1827 Michałów (cysterski), w parafii Wąchock ma 10 domów i 71 mieszkańców, Michałów (benedyktyński). w parafii Wierzbnik ma 19 domów i 170 mieszkańców.

## Powinności dziesięcinne
Dziesięcina należy do klasztoru świętokrzyskiego, następnie do prepozyta Wierzbnika.
- 1688 opat świętokrzyski nadaje świeżo założonej prepozyturze w Wierzbniku dziesięcina z całej wsi Michałów, tz z gruntów poddanych i sołectwa, oraz dziesięcinę snopową z gruntów należących od dawna do wytwórni mieczy w Michałowie[15];
- 1780 dziesięcinę snop. dowożą do stodół pleb. Wierzbnika (Inw. Rzep. 20);
- 1791 dziesięcina należy do prepozyta wierzbnickiego[18].